# Маньово бърдо
Маньово бърдо е историческа местност в пределите град Панагюрище.
Хълмът е полесражение на битки на панагюрци срещу ордите на Хафъз паша по време на защитата града през Априлското въстание. От 26 до 30 април 1876 г. (стар стил) на позициите в района на Черяшката река, Балабанова кория, Каменица, Маньово бърдо и Спасов ден панагюрските въстаници водят тежки сражения с 10-хилядната турска войска на Хафъз паша.
По време на битките въстаниците на няколко пъти отклоняват предложенията на противниковото командване да се предадат и оставят на милостта на победителите. Въпреки героичната съпротива на 30 април 1876 г. турската войска пробива въстаническата отбрана и превзема града, столицата на IV революционен окръг. Градът е опожарен и населението е подложено на масови насилия и убийства. Участникът в тези събития Филип Щърбанов, член на Панагюрския революционен комитет и Привременното правителство описва събитията така:
| „ | … панагюрските въстаници се бият като лъвове и никой не даде повод за бягане при неравната борба, а всякой от тях се биеше, догдето го хванат с ръце и го убият, нещо, което са признали самите турци и са го изповядвали после, че никой от комитите не се е предал сам. | “ |

Националният мемориален комплекс „Априлци“ е построен по случай честването на 100-годишнината от Априлското въстание през 1976 г. на хълма Маньово бърдо, намиращ се днес в центъра на града.
Членове на Национално дружество „Традиция“ от цялата страна всяка година участват във възстановката на паметните дни.

## Други
На Маньово бърдо е наречена улица в квартал „Овча купел“ в София (Карта).